# Lorenzo Tiepolo (senatore)
Lorenzo Tiepolo, conte, patrizio veneto (Venezia, 19 luglio 1845 – Belluno, 12 agosto 1913), è stato un avvocato e politico italiano.

## Biografia
Discendente dalla nobile famiglia che aveva dato alla Repubblica di Venezia due dogi e un patriarca, avvocato civilista, fu consigliere comunale, assessore e sindaco di Venezia per il partito liberale moderato. Rappresentò alla Camera del Regno il primo e il terzo collegio cittadini per quattro legislature, per poi essere nominato senatore a vita nel 1905. Fece anche parte della consulta araldica.